# هنري والاس أتكينسون
هنري والاس أتكينسون (بالإنجليزية: Henry Wallace Atkinson)‏ هو مهندس معماري أسترالي، ولد في 22 أبريل 1866، وتوفي في 26 أبريل 1938.